# Fabien Cantamessi
Pour les articles homonymes, voir Cantamessi.
Fabien Cantamessi est un joueur français de volley-ball né le 30 octobre 1987. Il mesure 1,93 m et joue attaquant.

## Clubs
| Club              | De        | À         |
| ----------------- | --------- | --------- |
| Rennes Volley 35  | 2007-2008 | 2007-2008 |
| Paris Volley      | 2007-2008 | 2008-2009 |
| Maryenlist Odense |           |           |

## Palmarès
- Championnat de France (1)
  - Vainqueur : 2009